# Rinnovamento Democratico di Macedonia
Rinnovamento Democratico di Macedonia (in macedone: Demokratska obnova na Makedonija; Демократска обнова на Македонија) è un partito politico di orientamento liberal-socialista fondato nella Repubblica di Macedonia nel 2004.
Il partito si è affermato in seguito ad una scissione dall'Unione Socialdemocratica di Macedonia. Il suo leader, Liljana Popovska, è stata un'importante esponente del Partito Liberal-Democratico.